# Chlorochrysa calliparaea
A Chlorochrysa calliparaea  a madarak osztályának verébalakúak (Passeriformes) rendjébe és a tangarafélék (Thraupidae) családjába tartozó faj.

## Rendszerezése
A fajt Johann Jakob von Tschudi svájci ornitológus írta le 1844-ben, a Callospiza  nembe Callospiza calliparaea néven.

## Előfordulása
Az Andok-hegységben Bolívia, Kolumbia, Ecuador, Peru és Venezuela területén honos. Természetes élőhelyei a szubtrópusi és trópusi hegyi erdők. Állandó, nem vonuló faj.

## Megjelenése
Testhossza 12 centiméter, testtömege 15–21,5 gramm.

## Életmódja
Valószínűleg ízeltlábúakkal és gyümölcsökkel táplálkozik.

## Természetvédelmi helyzete
Az elterjedési területe nagyon nagy, egyedszáma viszont csökken, de még nem éri el a kritikus szintet. A Természetvédelmi Világszövetség Vörös listáján nem fenyegetett fajként szerepel.